# راسموس کاریالاینن
راسموس کاریالاینن (فنلاندی: Rasmus Karjalainen؛ زادهٔ ۴ آوریل ۱۹۹۶) بازیکن فوتبال اهل فنلاند است.
از باشگاه‌هایی که در آن بازی کرده‌است می‌توان به باشگاه فوتبال کوپیون پالوسئورا، باشگاه فوتبال سینایوئن یالکاپالوکرهو، باشگاه فوتبال اولو، و باشگاه فوتبال فورتونا سیتارد اشاره کرد.
وی همچنین در تیم‌های ملی فوتبال زیر ۲۱ سال فنلاند، و فنلاند بازی کرده‌است.